# Класифікація Горнбостеля-Закса
Класифікація Горнбостеля — Закса — система класифікації музичних інструментів, вперше опублікована в 1914 році в німецькому журналі Zeitschrift für Ethnologie, що донині використовується в музикознавстві.

## Концепція
Наукову концепцію сучасної класифікації музичних інструментів на початку ХХ ст. сформулював куратор колекції музичних інструментів Брюссельської консерваторії В. Маійон. Він поділив усі музичні інструменти на чотири групи за єдиною категорією — залежно від джерела звуку: самозвучні (в яких джерелом звуку є природна пружність тіла), перетинкові (джерело звуку — натягнута мембрана, перетинка), струнні (звук утворюється вібруючою струною) та духові (звучить стискування повітря).
За цією системою Гнат Хоткевич створив працю «Музичні інструменти українського народу» (Х. 1930). Щоправда, він поділяє книгу на три розділи: струнні, духові й ударні інструменти, проте всередині ударних групує окремо ідіофони і мембранні.
В. Маійон не запропонував єдиного наукового критерію для поділу музичних інструментів усередині груп. Це зробили Е. Горнбостель і К. Закс, поділивши інструменти кожної групи на підгрупи від способу видобування звуку. Вони запропонували багаторозрядну систему індексації музичних інструментів, яка в дійсності стала міжнародною мовою інструментознавців. За наявності великої кількості синонімічних, омонімних, співзвучних назв народних інструментів лише завдяки відповідному індексові можна зрозуміти, що це за інструмент, які його конструктивні особливості, спосіб звуковидобування тощо. Наукові засади своєї системи вони надрукували в своїй праці Zeitschrift für Ethnologie в 1914 р.
Відомості про музичні інструменти поділені на чотири групи залежно від джерела звуку:
- самозвучні (ідіофони),
- перетинкові (мембранофони),
- струнні (хордофони),
- духові (аерофони).

Кожна група поділена на підгрупи залежно від способу звуковидобування.
Система, яку розробили Горнбостель-Закс, дозволяла класифікувати музичні інструменти будь-якої культури.

## Основні категорії
1. Ідіофони — звук створюється переважно вібраціями тіла інструмента а не струною, мембраною чи повітрям. До цього списку включають всі ударні інструменти крім барабанів, а також деякі інші інструменти.
Ударні ідіофони (11) — інструменти звучать від удару по корпусу (наприклад, дзвони, тарілки)
Щипкові ідіофони (12) (ламеллофони) — інструменти, що вібрують від щипка (наприклад, дримба)
Фрікційні ідіофони (13) — інструменти, що вібрують від тертя по них іншого предмету, наприклад смичка (скляна гармонія)
Духові ідіофони (14) — інструменти звучать завдяки дії струменю повітря (наприклад, Еолова арфа)
2. Мембранофони — звук виникає від вібрації натягнутої мембрани.
Ударні мембранофони (21) — звук виникає від удару по мембрані (барабани, литаври)
Щипкові мембранофони (22) — під центром мембрани вузлом прикріплена струна, яка при защипування передає коливання мембрані
Фрікційні мембранофони (23) — вібрують від тертя по мембрані іншого предмету, наприклад паличкою (куїка)
Співочі мембрани (24) — мембрана змінює звук виконавця, який співає, скеровуючи звук в інструмент (наприклад, казу)
Некласифіковані мембранофони.
3. Хордофони — звук створюється вібрацією струни. Сюди входять струнні інструменти і деякі клавішні інструменти як наприклад фортепіано і клавесин.
Прості хордофони (31). Інструмент складається зі струн і механізму їх натяжіння, резонатор може бути відділений від решти конструкції або взагалі відсутній (фортепіано, кото).
Складені хордофони (32). Резонатор є невід'ємною частиною інструменту (гітара, скрипка).
Некласифіковані хордофони (33).
4. Аерофони — джерелом акустичних коливань є стовп повітря, замкнений в резонансному просторі стовбуру інструмента. Сюди належать всі духові інструменти.
Вільні аерофони (41) — вібрація повітря виникає за межами корпусу інструменту.
Невільні аерофони (42) — вібрація повітря виникає в межах корпусу інструменту. Група включає флейтові (флейта), язичкові (гобой, кларнет) та мундштучні (труба) інструменти.
5. Електрофони. Цю категорію додав Закс в 1940 році, однак вона не входить у класичну класифікації 1914 року. До неї включені інструменти, які використовують електрику, включивши до неї три групи:
Інструменти, що використовують електричні механізми (сюди можуть бути віднесені органи, звук яких подається за допомогою електричних механізмів)
Інструменти, що використовують електричне підсилення (в сучасному розумінні — електричні інструменти, наприклад електрогітара)
Радіо-електронні, звук яких формується в електронних схемах (в сучасному розумінні — електронні інструменти, наприклад терменвокс і сучасні синтезатори).

Сучасні етномузикознавці як Марґарет Картомі вважають, що згідно з принципами класифікації, розробленими Горнбостелем та Заксом, що бере до уваги джерело творення звуку, лише 53 категорія може бути віднесена до електрофонів. Натомість орган, навіть з електронним пультом керування залишається в категорії аерофонів, а електрична гітара залишається в категорії хордофонів і т. д.